# Melasina linodyta
Melasina linodyta är en fjärilsart som beskrevs av Edward Meyrick 1921. Melasina linodyta ingår i släktet Melasina och familjen säckspinnare. Inga underarter finns listade i Catalogue of Life.